# Panocho
Panocho är en dialekt som talas i Murcia och norra Almería i södra Spanien. Språket är väldigt speciellt, med en hel del inslag av arabiska och kan vara mycket svårt för en utomstående att lära sig. Språket har också stora influenser av katalanska och aragonesiska dialekter då folkgrupper därifrån flyttade till områdena runt Murcia till följd av Jaime I "el Conquistador"'s erövringar i denna regionen. Ungefär 300 000 personer talar dialekten idag, även om fler förstår den åtminstone hjälpligt.
Exempel från "Crónica de Ramon Muntaner":
«E com la dita ciutat [de Múrcia] hac presa, poblà-la tota de catalans e així mateix Orihuela, e Elx, e Alacant, e Guardamar, e Cartagènia e los altres llocs: sí siats certs qui tots aquells qui en dita ciutat de Múrcia e en los davant dits llocs són, (són) vers catalans e parlen del bell catalanesc del món»
Översatt till spanska:
«Y cuando la dicha ciudad (de Murcia) fue tomada, la pobló de catalanes y así mismo Orihuela, Elche, Alicante, Guardamar y Cartagena y los otros lugares: tened por cierto que todos aquellos que en dicha ciudad de Murcia y en los antedichos lugares están, (son) verdaderos catalanes y hablan el bello catalán del mundo»